# Bernard Berg (Politiker)
Bernard „Benny“ Berg (* 14. September 1931 in Düdelingen; † 21. Februar 2019) war ein luxemburgischer Politiker der Luxemburger Sozialistischen Arbeiterpartei LSAP (Lëtzebuerger Sozialistesch Aarbechterpartei), der unter anderem mehrmals Minister sowie zwischen 1976 und 1979 stellvertretender Premierminister war.

## Leben
Berg absolvierte nach dem Schulbesuch zwischen 1946 und 1949 eine Berufsausbildung als Dreher bei den Vereinigten Stahlhütten Burbach-Eich-Düdelingen ARBED (Aciéries Réunies de Burbach-Eich-Dudelange) am Standort Düdelingen und war im Anschluss dort bis 1963 als Dreher beschäftigt. Zugleich engagierte er sich in der Gewerkschaftsbewegung und war erst Sekretär und Vorsitzender des Betriebsrates von ARBED Düdelingen sowie schließlich Vorsitzender des Gesamtbetriebsrates von ARBED. Des Weiteren war er Vizepräsident sowie zuletzt Präsident des Gewerkschaftsbundes LAV (Lëtzebuerger Aarbechter Verband). Er begann Mitte der 1950er Jahre zudem sein Engagement in der Luxemburger Sozialistischen Arbeiterpartei LSAP (Lëtzebuerger Sozialistesch Aarbechterpartei) und 1955 Vizepräsident von deren Jugendorganisation JSL (Jeunesses socialistes luxembourgeoises).
1969 wurde Berg für die LSAP erstmals zum Mitglied der Abgeordnetenkammer (Chambre des Députés) gewählt, der er zunächst bis 1974 angehörte. 1970 wurde er ferner Mitglied des Exekutivausschusses der LSAP und gehörte ferner zwischen 1970 und 1974 dem Gemeinderat von Düdelingen als Mitglied an. Am 15. Juni 1974 wurde er zum Minister für Arbeit und Soziale Sicherheit (Ministre du Travail et de la Sécurité sociale) sowie auch zum Minister für Familie, sozialen Wohnungsbau sowie soziale Solidarität (Ministre de la Famille, du Logement social et de la Solidarité sociale) in die Regierung Thorn-Vouel von Premierminister Gaston Thorn und bekleidete diese Ämter bis zum 16. Juli 1979. Zugleich übernahm er am 21. Juli 1976 von Raymond Vouel, der zum Kommissar für Wettbewerb der Europäischen Kommission ernannt worden war, das Amt des stellvertretenden Premierministers (Vice-Président du gouvernement), das er ebenfalls bis zum 16. Juli 1979 innehatte.
Berg war zwischen 1979 und 1984 abermals Mitglied der Chambre des Députés und während dieser Zeit Vorsitzender der Parlamentarischen Gruppe der LSAP. Zudem war er von 1980 bis 1985 Vizepräsident der LSAP und von 1981 bis 1984 erneut Mitglied des Gemeinderates von Düdelingen. Am 20. Juli 1984 wurde er zum Minister für Gesundheit (Ministre de la Santé) sowie zum Minister für soziale Sicherheit (Ministre de la Sécurité sociale) in die erste Regierung Santer-Poos von Premierminister Jacques Santer berufen. Das Amt des Gesundheitsministers bekleidete er bis zu einer Regierungsumbildung am 15. Juli 1988 und übergab dieses dann an den stellvertretenden Premierminister Jacques Poos, während er das Amt des Ministers für soziale Sicherheit bis zum Ende der Amtszeit der ersten Regierung Santer-Poos am 14. Juli 1989 ausübte. Das Amt als Gesundheitsminister musste er wegen einer Schwarzgeldkasse im Thermalbad Bad Mondorf niederlegen. 1989 stellte ein Untersuchungsausschuss der Chamber fest, dass er sich nicht persönlich bereichert hat und dass es keine Anhaltspunkte für einen Betrugsvorwurf gegen ihn gab.
Bei der Kammerwahl 1989 wurde Berg nicht wiedergewählt. Auf die Möglichkeit, anstelle des später ausgeschiedenen Maurice Thoss nachzurücken, verzichtete er, was Marc Zanussi zugutekam. Im Anschluss war er zwischen 1990 und 1995 Mitglied des Verwaltungsrates der Fondation Kräizbierg. 2012 fungierte er neben Joseph Kinsch, Marcel Mart, John Castegnaro und Ehrenstaatsminister Jacques Santer als Berater von Premierminister Jean-Claude Juncker bei den Tripartite-Verhandlungen, einer konjunkturpolitischen Verhandlungsrunde, an der Arbeitgeber, Gewerkschaften sowie Regierungsvertreter gleichermaßen teilnehmen, um einen Konsens über die Diagnose der aktuellen wirtschaftlichen Situation sowie die Perspektiven für die wirtschaftliche Entwicklung des Landes herzustellen.